# Zespół Edwardsa
Zespół Edwardsa (ang. Edwards’ syndrome, trisomy 18) – zespół wad wrodzonych spowodowany trisomią chromosomu 18 (47,XX,+18 albo 47,XY,+18). Częstość występowania zespołu szacowana jest na 1:8000 urodzeń. We wczesnym okresie rozwoju zarodka częstość wystąpienia trisomii 18 jest większa niż w późniejszym okresie rozwoju. 95% płodów dotkniętych tą wadą ulega poronieniu. Rodzi się więcej noworodków żeńskich, co może wynikać z faktu, że płody męskie z trisomią chromosomu 18 są ronione częściej. Dodatkowa kopia chromosomu 18 (powstała po nondysjunkcji) powoduje przyrost masy DNA o 2,8%.

## Epidemiologia
Częstość zespołu Edwardsa wzrasta z wiekiem matki, podobnie jak w zespole Downa. Zespół Edwardsa cztery razy częściej dotyczy dziewczynek niż chłopców.

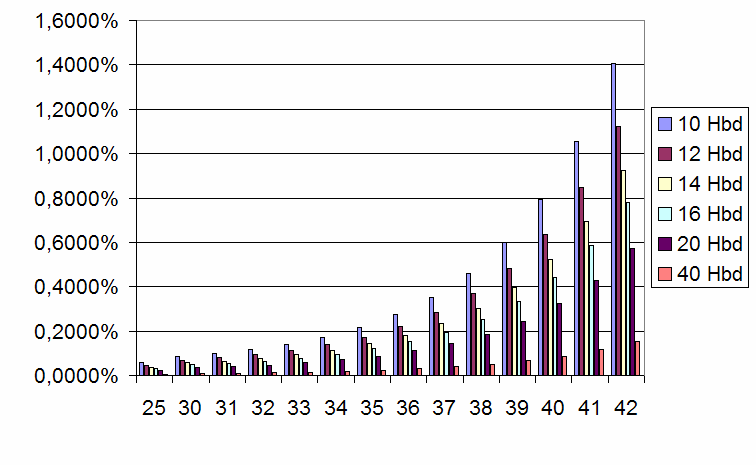
Częstość trisomii 18 w zależności od wieku matki (oś odciętych, 25–42 lat) i okresu ciąży (tygodnie Hbd). Na podstawie danych Snijdersa i wsp.

## Objawy

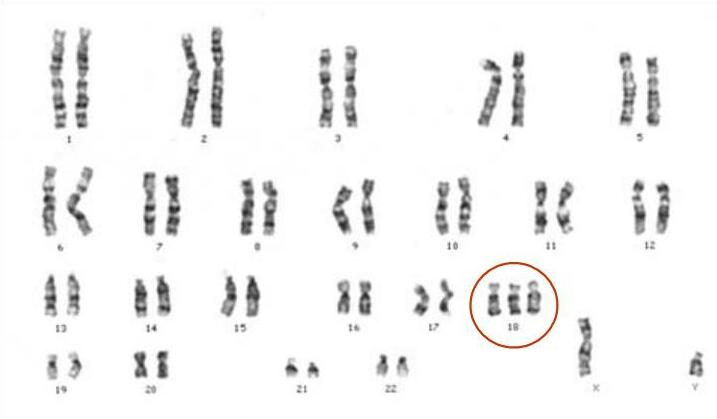
Kariotyp osoby z zespołem Edwardsa (trisomia 18)

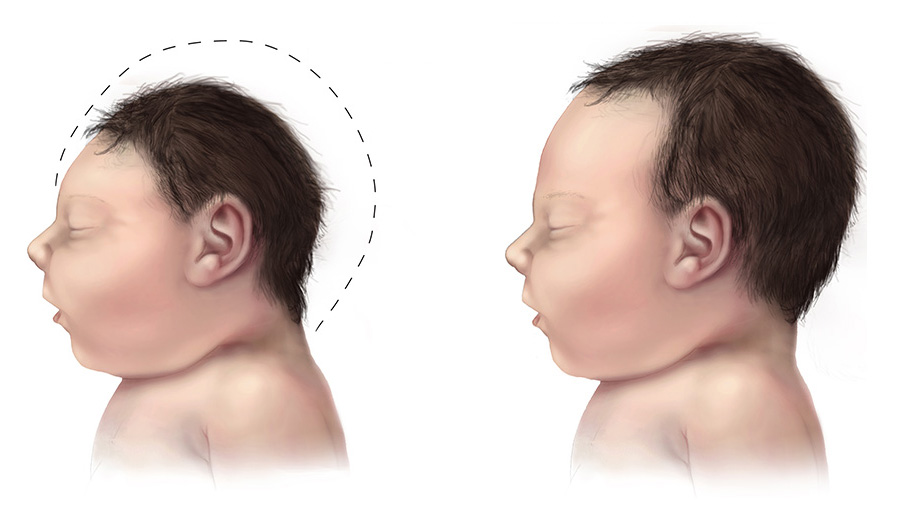
Dziecko z mikrocefalią (po lewej) w porównaniu do dziecka z prawidłową wielkością głowy

- niska masa urodzeniowa noworodka (dystrofia wewnątrzmaciczna)
- deformacje czaszki:
  - mikrocefalia (małogłowie)
  - łódkogłowie (scaphocephalia)
  - dolichocefalia
  - wydatna potylica (91%[4])
  - hiperteloryzm
  - wąskie szpary powiekowe (80%[4])
  - wady rogówki i tęczówki
  - mikrognacja
  - mikrostomia (86%[4])
  - poszerzenie szwów i ciemiączek
- nisko osadzone, dysplastyczne małżowiny uszne
- pojedyncza bruzda zgięciowa dłoni
- nadmiar skóry na szyi (86%[4])
- szeroko rozstawione brodawki sutkowe (hiperteloryzm brodawek sutkowych – 90%[4])
- anomalie szkieletu:
  - krótki mostek (blisko 100%[4])
  - zwichnięcie stawów biodrowych (82%[4])
  - deformacje zgięciowe palców, nakładające się na siebie palce
  - stopa końsko-szpotawa (89%[4])
  - aplazja kości promieniowej
  - wydatne pięty
  - zgięcie podeszwowe paluchów („młotkowaty paluch” – 89%[4])
  - rozszczep tylny kręgosłupa
  - dodatkowe ciemiączka
- wady serca:
  - przetrwały przewód tętniczy (PDA)
  - ubytek przegrody międzykomorowej (VSD)
- uchyłek Meckela
- wady rozwojowe nerek
- atrezja przełyku
- hipoplazja paznokci (blisko 100%[4])
- zmiany dermatoglifów
- wady narządów płciowych
  - hipoplazja warg sromowych większych (blisko 100%[4])
  - przerost łechtaczki (89%[4])
  - wnętrostwo
- drgawki (62%[4])
- niepełnosprawność intelektualna.

## Klasyfikacja ICD10
| kod ICD10     | nazwa choroby                                                        |
| ------------- | -------------------------------------------------------------------- |
| ICD-10: Q91   | Zespół Edwardsa                                                      |
| ICD-10: Q91.0 | Trisomia 18 pary chromosomów, mejotyczna nierozdzielność             |
| ICD-10: Q91.1 | Trisomia 18 pary chromosomów, mozaicyzm (mitotyczna nierozdzielność) |
| ICD-10: Q91.2 | Trisomia 18 pary chromosomów, translokacja                           |
| ICD-10: Q91.3 | Zespół Edwardsa, nieokreślony                                        |